# Xavier Dorfman
Xavier Dorfman (født 12. maj 1973 i Grenoble) er en fransk tidligere roer og olympisk guldvinder.

## Rokarriere
Dorfmans første store internationale resultat kom, da han i 1995 sammen med Sebastien Tel vandt VM-sølv i letvægtstoeren. Ved OL 1996 i Atlanta blev han nummer syv i letvægtsfireren, og i de følgende år roede han i den samme båd og var med til at vinde VM-sølv i 1997 og 1998 samt -bronze i 1999, i alle tre tilfælde med den danske firer som vinder.  Han stillede sammen med Jean-Christophe Bette, Yves Hocdé og Laurent Porchier op i samme båd ved OL 2000 i Sydney, hvor den danske båd var favorit, men franskmændene vandt deres indledende heat og blev nummer to i deres semifinale, snævert besejret af australierne, og i finalen var franskmændene bedst og sejrede sikkert foran australierne, mens danskerne måtte nøjes med bronzemedaljerne.
Ved VM i 2001 var han med til at blive verdensmester i letvægtsotter samt få bronze i letvægtsfireren, og hans sidste store resultat kom året efter, da han var med til at vinde VM-bronze i fireren.

## Senere karriere
Dorfman har efter at have indstillet sin aktive karriere været rotræner, blandt andet for den japanske roer, Ryuta Arakawa.

## OL-medaljer
- 2000:  Guld i letvægtsfirer